# USF2000 Championship
A USF2000 Championship Presented by Continental Tire (em português: Campeonato USF2000 apresentado pela Continental Tire) é uma categoria norte-americana de corridas de monopostos que utiliza uma variação americana do padrão da Fórmula Ford, "F2000", que retomou a operação a partir de 2010. Desde 2022, é sancionado pelo United States Auto Club, e operado pela Andersen Promotions. É o segundo degrau da Road to Indy.

## História

### Era Andersen/Foschi
A categoria foi fundada por Doug Powell em 1990 e costumava receber mais de 60 inscrições por corrida. Nas primeiras temporadas a categoria se concentrou na parte ocidental dos Estados Unidos, sendo sancionada pelo United States Auto Club. Em 1992, a categoria iniciou uma Divisão Ocidental e uma Divisão Oriental, com esta última sendo liderada por Dan Andersen e Mike Foschi. Na temporada de 1992, a corrida no Indianapolis Raceway Park (Night before 500) e a corrida no Heartland Park Topeka (East-West Shootout) contaram para ambos os campeonatos e atraíram grandes grupos. No mesmo ano, o Sports Car Club of America fundou o Campeonato Continental Americano. Todas as três classes utilizaram o mesmo conjunto de regras, com base nos regulamentos da Fórmula Continental da SCCA. Em 1994, ambas as séries da USAC foram fundidas em um campeonato nacional.
Em 1995, as duas categorias da SCCA e da USAC se fundiram, criando um campeonato nacional co-sancionado pelas duas organizações. A competição se deu nas mesmas pistas de campeonatos de alto escalão, como a Indy Racing League,a NASCAR Cup Series e a Trans-Am Series. Muitos pilotos dessa categoria avançaram rumo às competições de elite, como Dan Wheldon, vencedor das 500 Milhas de Indianápolis.

### Era Jon Baytos
Em junho de 2001, a promotora do campeonato, Formula Motorsports, Inc. (liderada por Andersen e Foschi), foi vendida para a Primus Racing, Inc. (liderada por Jon Baytos). Baytos introduziu várias mudanças controversas nas regras, que distinguiram o campeonato com classes semelhantes do Sports Car Club of America. Dentre essas mudanças, estava a substituição do motor Ford NEA de dois litros pelo motor Ford Zetec de dois litros, que produzia dez cavalos de potência a mais. A competição também contou com a aprovação da Grand-Am Road Racing. Mas o número de participantes se reduziu, e a categoria foi encerrada no final da temporada de 2006. Nos dois últimos anos da competição, a SCCA Pro Racing foi o órgão sancionador.

### Era da IndyCar

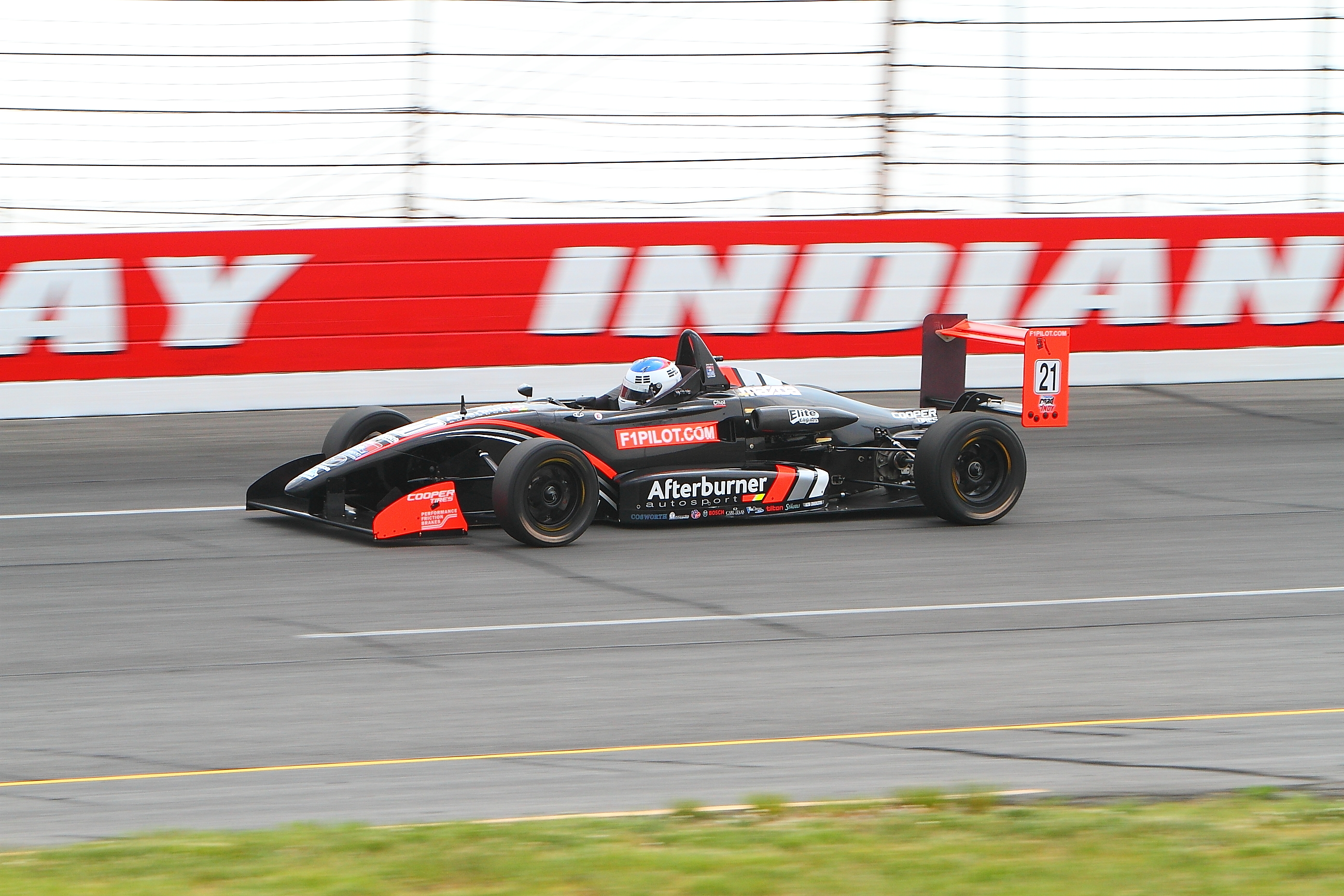
Heamin Choi na Lucas Oil Raceway em 2012

Em 2010, o Campeonato Nacional de F2000 dos EUA retornou sob a liderança de Dan Andersen, que na época era dono de equipes presentes em categorias como a Star Mazda e a Indy Lights. A intenção era devolver o F2000 ao seu status de trampolim para níveis mais altos das competições profissionais de monopostos estadunidenses. O pacote de regras exigia um chassi Elán/Van Diemen com um pacote aerodinâmico obrigatório e um motor Mazda MZR selado. Em 2017, um novo chassi foi introduzido: o Tatuus USF-17, que representou um avanço tecnológico significativo em relação ao chassi anterior, por ser monocoque, construído em carbono, e totalmente de acordo com as mais recentes especificações de teste da FIA F3, mas utilizando o mesmo motor Mazda MZR 2.0 litros naturalmente aspirado com recursos de segurança adicionais para atender às necessidades específicas das corridas norte-americanas.
O campeão da USF2000 recebe um pacote de bolsas de estudos da Mazda para avançar para o USF Pro 2000.

## Subcampeonatos
Ao longo dos anos, a USF2000 apresentou vários subcampeonatos, nos quais os competidores podiam se qualificar.

### Coroa oval
Em 1996, a categoria introduziu o Road to Indy Oval Crown, em que os pilotos disputavam provas em pistas ovais, como a Walt Disney World Speedway, Pikes Peak International Raceway, Lowe's Motor Speedway, para conquistar a Oval Crown. O campeonato continuou até a temporada de 2002.

### Campeonato Continental Americano
Nomeado em homenagem à antiga SCCA F2000, o Campeonato Continental Americano foi introduzido em 1999. Dele, participavam carros de Fórmula Ford 2000 fabricados entre 1990 e 1996 e também os que usassem chassis Van Diemen construídos em 1997. Isso perdurou até 2003, ano em que apenas três pilotos competiram na categoria, fazendo com que esta fosse abandonada em 2004.

### Classe nacional
Com a reintrodução do USF2000 em 2010, a classe Nacional foi introduzida. Em 2010 e 2011, ela foi aberta a todos os carros com especificações da Fórmula Continental. Mas em 2012 e 2013, esses modelos passaram a ser proibidos, com os carros da SCCA Formula Enterprises sendo autorizados no lugar. A Enterprises chegou a ter sua própria categoria profissional em 2010 e 2011, com vários de seus carros migrando para a USF2000 no ano seguinte, mas esses modelos não foram permitidos no Indianapolis Raceway Park. Devido ao baixo número de carros, essa classe foi descontinuada em 2014 e 2015.
A Classe Nacional retornou em 2016, aberta a todos os carros de Fórmula Continental considerados legais pelo Sports Car Club of America, que poderiam ser de qualquer fabricante de chassis de 2000 em diante. Mas a introdução do novo chassi Tatuus em 2017 fez com que a classe Nacional passasse a contar com carros Van Diemen em conformidade com as especificações anteriores. No entanto, no primeiro fim de semana de corridas, houve apenas uma inscrição na classe Nacional, que foi abandonada posteriormente.

## Carros

### Pré-2010
A USF2000 original não era uma competição de monotipos como é hoje. Inicialmente, os modelos foram construídos de acordo com as especificações da SCCA Formula Continental. Os carros contavam com fabricantes variados, mas todos tinham um chassi com estrutura espacial. O carro apresentava carroceria de alumínio e recursos aerodinâmicos, como asas dianteiras e traseiras. Até 2002, os carros eram equipados com motores Ford Pinto, codificados NEA. Era um motor naturalmente aspirado com capacidade de 2.000 cc. O motor tinha um trem de válvulas SOHC. A maioria das peças vinham do Ford Escort RS2000, e a caixa de velocidades manual tinha um máximo de quatro velocidades para a frente. Os motores foram construídos por várias empresas, como Quicksilver Raceengines e Elite Engines. Pneus com especificações diferentes foram usados ao longo dos anos, sendo que no início dos anos 2000, foram usados pneus Yokohama.

#### Era Zetec
Em 2002, o motor Ford Zetec foi introduzido na competição, com a Quicksilver Raceengines e a Elite Engines sendo selecionadas como as únicas construtoras da categoria. O motor veio da primeira geração do Ford Focus, e era rigorosamente regulado e especificado.

### Van Diemen DP08

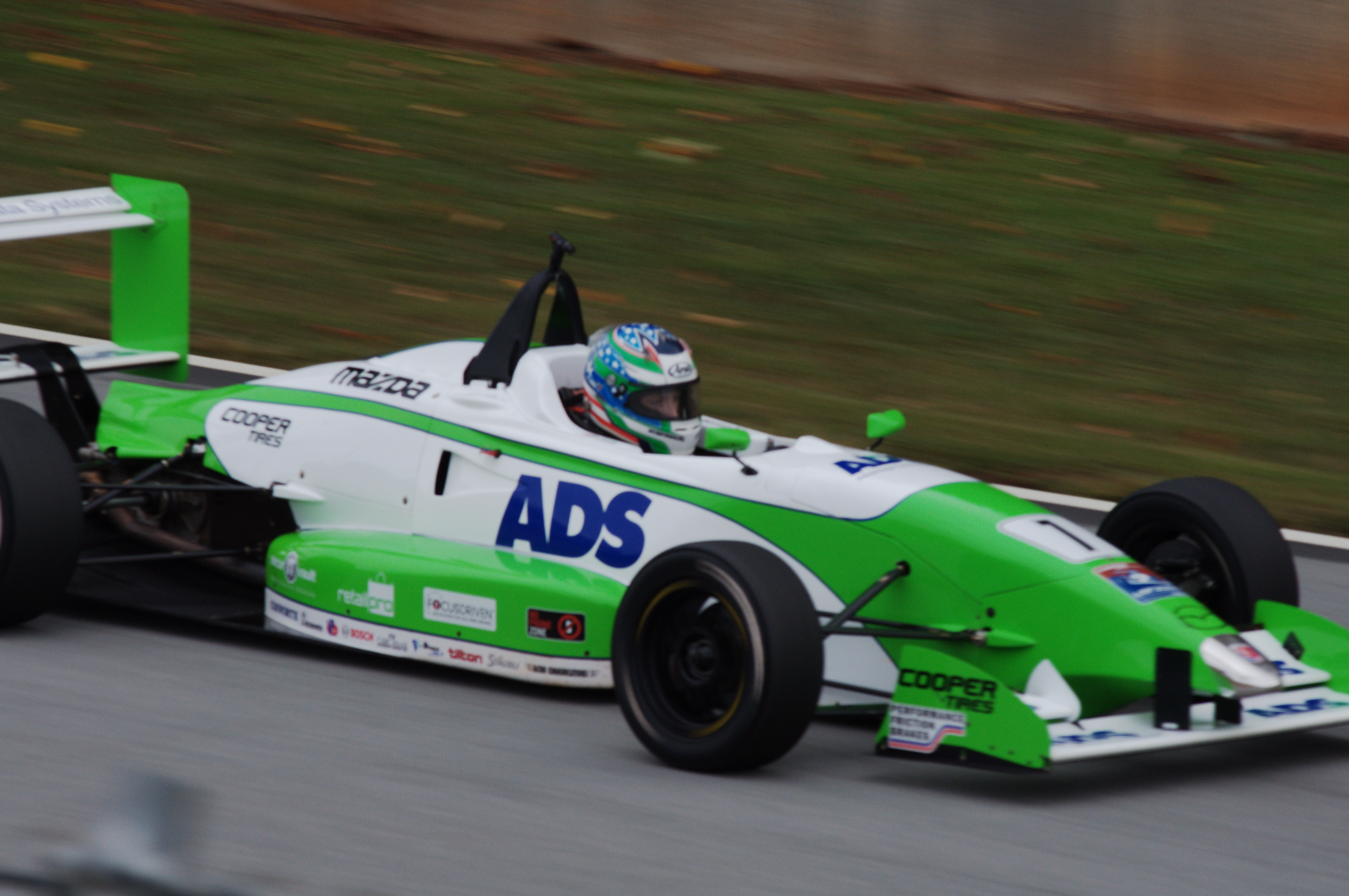
Zach Veach guiando um Élan DP08 em 2010

Para o relançamento da USF2000 em 2010, a Van Diemen foi selecionada como fornecedora do chassi específico para a série. Inicialmente, o modelo foi batizado de Van Diemen DP08, porém, foi renomeado para Élan DP08, após a Van Diemen ser totalmente integrada a este último. A princípio, o carro foi projetado para competir na Fórmula Continental da SCCA, contudo, sofreu atualizações para competir na USF2000. Elas incluíram uma estrutura de aço mais resistente, caixas de proteção laterais aprimoradas e novos freios. Depois, a Elite Engines foi escolhida para ser a única fornecedora de motores para o campeonato. A empresa liderada pelo ex-piloto Steve Knapp construía os motores antes de enviá-los para a sede da Andersen Promotions.

### Tatuus USF-17

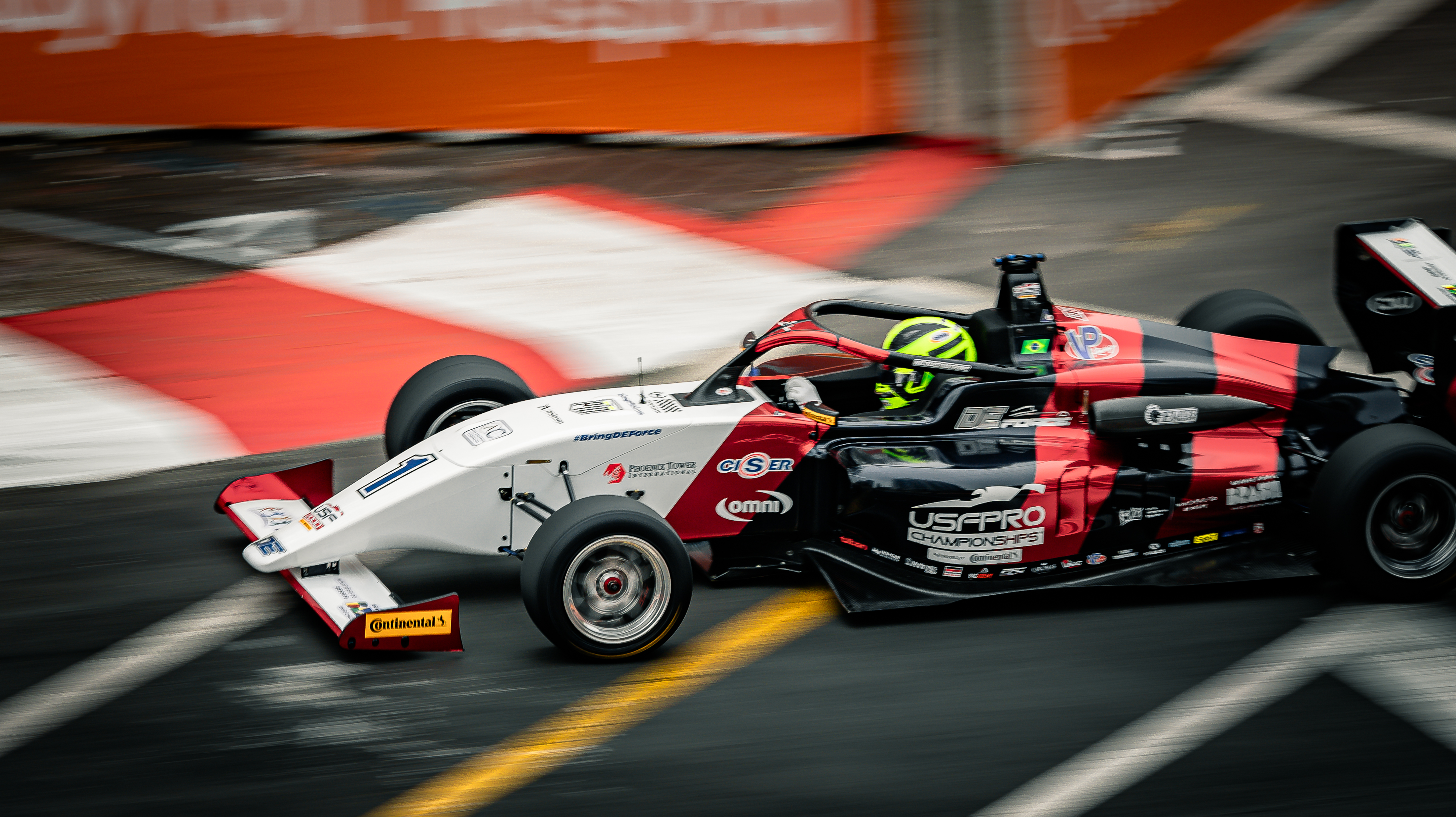
Nic Giaffone guiando um Tatuus USF-17 em St. Petersburg em 2024

Em 2016, na 100ª edição das 500 Milhas de Indianápolis, o novo carro para a US F2000 de 2017 foi revelado. A empresa italiana Tatuus projetou e construiu o USF-17. Pela primeira vez na história da competição, o carro apresentou um monocoque de fibra de carbono, e foi baseado no modelo de Fórmula 4 F4-T014 da FIA projetado pela mesma Tatuus. O motor permaneceu basicamente o mesmo, mas passou a ser conectado a uma unidade de controle do motor Cosworth SQ6. Sadev fornece a caixa de câmbio sequencial de seis velocidades. O USF-17 pode ser atualizado para o PM-18 para participar da Indy Pro 2000.

## Campeões
| Ano        | Ano        | USAC Oeste       | USAC Leste    | Continental americano |
| ---------- | ---------- | ---------------- | ------------- | --------------------- |
| 1990 Oeste | 1990 Oeste | Vince Puleo, Jr. |               |                       |
| 1991 Oeste | 1991 Oeste | Craig Taylor     |               |                       |
| 1992       | Oeste      | Greg Moore       | Chris Simmons | Greg Raio             |
| 1992       | Leste      | Greg Moore       | Chris Simmons | Greg Raio             |
| 1992       | ACC        | Greg Moore       | Chris Simmons | Greg Raio             |
| 1993       | Oeste      | David De Silva   | Chris Simmons | Ernest Sikes          |
| 1993       | Leste      | David De Silva   | Chris Simmons | Ernest Sikes          |
| 1993       | ACC        | David De Silva   | Chris Simmons | Ernest Sikes          |
| 1994       | Nat        | Clay Collier     | Clay Collier  | Mike Borkowski        |
| 1994       | ACC        | Clay Collier     | Clay Collier  | Mike Borkowski        |

### Campeonato unificado
| Temporada                           | Campeão                             | Divisão-B                   | Oval Crown        | Tríplice Coroa dos estados do Leste | Tríplice Coroa dos estados do Oeste |
| ----------------------------------- | ----------------------------------- | --------------------------- | ----------------- | ----------------------------------- | ----------------------------------- |
| 1995                                | Jeret Schroeder                     | Jon Groom                   |                   |                                     |                                     |
| 1996                                | Steve Knapp                         | Jon Groom                   | Allen May         | Steve Knapp                         | Jason Bright                        |
| 1997                                | Zak Morioka                         |                             | Zak Morioka       |                                     |                                     |
| 1998                                | David Besnard                       |                             | David Besnard     |                                     |                                     |
| 1999                                | Dan Wheldon                         |                             |                   |                                     |                                     |
| 2000                                | Aaron Justus                        | Tom Dyer                    |                   |                                     |                                     |
| 2001                                | Jason Lapoint                       | Scott Rubenzer              |                   |                                     |                                     |
| 2002                                | Bryan Sellers                       | Kip Meeks                   |                   |                                     |                                     |
| 2003                                | Jonathan Bomarito                   | Chris Dona                  |                   |                                     |                                     |
| 2004                                | Bobby Wilson                        | Greg Pizzo                  |                   |                                     |                                     |
| 2005                                | Jay Howard                          |                             |                   |                                     |                                     |
| 2006                                | J. R. Hildebrand                    |                             |                   |                                     |                                     |
| 2007–2009, competição não realizada | 2007–2009, competição não realizada | Campeão de equipes          | Classe Nacional   | Winterfest                          | Classe Nacional da Winterfest       |
| 2010                                | Sage Karam                          | Andretti Autosport          | Ardie Greenameyer |                                     |                                     |
| 2011 (W)                            | Petri Suvanto                       | Andretti Autosport          | Luca Forgeois     | Zach Veach                          |                                     |
| 2012 (W)                            | Matthew Brabham                     | Cape Motorsports            | Henrik Furuseth   | Spencer Pigot                       | James Dayson                        |
| 2013 (W)                            | Scott Hargrove                      | Cape Motorsports            | Scott Rettich     | Neil Alberico                       | James Dayson                        |
| 2014 (W)                            | Florian Latorre                     | Cape Motorsports            |                   | R. C. Enerson                       |                                     |
| 2015 (W)                            | Nico Jamin                          | Cape Motorsports            |                   | Nico Jamin                          |                                     |
| 2016                                | Anthony Martin                      | Cape Motorsports            | Eric Filgueiras   |                                     |                                     |
| 2017                                | Oliver Askew                        | Pabst Racing Services       |                   |                                     |                                     |
| 2018                                | Kyle Kirkwood                       | Pabst Racing Services       |                   |                                     |                                     |
| 2019                                | Braden Eves                         | Pabst Racing Services       |                   |                                     |                                     |
| 2020                                | Christian Rasmussen                 | Cape Motorsports            |                   |                                     |                                     |
| 2021                                | Kiko Porto                          | DEForce Racing              |                   |                                     |                                     |
| 2022                                | Michael d'Orlando                   | Pabst Racing                |                   |                                     |                                     |
| 2023                                | Simon Sikes                         | Pabst Racing                |                   |                                     |                                     |
| 2024                                | Max Garcia                          | Velocity Racing Development |                   |                                     |                                     |

### Campeonato de construtores
Entre 1997 e 2002, foi disputado um campeonato de construtores. Somente os que eram Membros Associados da USF2000 eram elegíveis para pontuar.
| Construtor                                                            | Anos ativo       | 1997 | 1998 | 1999 | 2000  | 2001  | 2002 |
| --------------------------------------------------------------------- | ---------------- | ---- | ---- | ---- | ----- | ----- | ---- |
| Van Diemen                                                            | 1990-2006        | 1    | 1    | 1    | 1     | 1     | 1    |
| Tatuus                                                                | 1997-2001, 2017– | 2    | 2    | 4    | N.C.1 | N.C.1 |      |
| Mygale                                                                | 1999-2003        |      |      | 2    | 3     | 3     | 2    |
| Bowman                                                                | 1998-1999        |      | 3    | 4    |       |       |      |
| Vector                                                                | 2000             |      |      |      | 4     |       |      |
| Carbir                                                                | 1999-2001        |      |      | 2    | 2     | 2     |      |
| Nemesis                                                               | 1997             | 3    |      |      |       |       |      |
| Swift                                                                 | 1997             | 4    |      |      | N.C.1 |       |      |
| Construtores ativos na USF2000 em anos sem campeonato de construtores |                  |      |      |      |       |       |      |
| Fast                                                                  | 1990             |      |      |      |       |       |      |
| Reynard                                                               | 1990-1996; 2010  |      |      |      |       |       |      |
| Élan                                                                  | 2010–2016        |      |      |      |       |       |      |
| SCCA Enterprises                                                      | 2012-2013        |      |      |      |       |       |      |

↑1  Esses fabricantes não eram membros associados da USF2000 e, portanto, não eram elegíveis para marcar pontos.

## Links externos
- Site oficial
- IRL Bouwt Op: US F2000 National Championship (em holandês)